# 石川氏 (花山院家諸大夫)
石川氏（いしかわし）は、花山院家の諸大夫を務めた氏族。梅戸氏とも。

## 概要
石川氏は元々梅戸氏を称していたが、伊勢国の梅戸氏との関係は不明である。祖は石川光行で、寛文7年（1667年）12月13日に正六位下に叙され同年に梅戸氏から石川氏へと改姓している。光行の子・石川氏光は酒井有俊（若狭国小浜藩主酒井氏出身か）の実子・光有を養子として家督を継承させた。光有は同じく花山院家の諸大夫を務めた伯父・高橋俊和の猶子となっている。幕末には原在中の三男・在親が光議の養子となって家督を継承し（このタイミングで従六位上に叙されている）、「梅戸在親」や「石川美延」を称して宮廷公家の御用絵師として活動し「春霞嵐峡図」を描いた。在親の孫の在貞も画家として活動し、京都美術工芸学校を卒業して大正4年（1915年）の天皇即位式に際して御所高御座浜床の「麒麟鳳凰図」を制作した。また、清水元周の妻は花山院諸大夫・石川駿河守入道道斎で清水就周の母とされる。